# Signalizační koncový bod

Struktura SS7 sítě; signalizační koncové body (SEP) jsou SSP a SCP

Signalizační koncový bod (anglicky Signaling End Point, SEP) je v telekomunikacích komunikační koncový bod Signalizačního systému č. 7, který vytváří nebo přijímá signalizační zprávy. Jeho opakem je Signalizační tranzitní bod (STP), který signalizační zprávy přeposílá mezi jinými signalizačními body.
Mezi signalizační koncové body patří:
- Telefonní ústředny implementující Telephone User Part (TUP) nebo ISDN User Part (ISUP)
- Ústředny veřejné mobilní sítě (anglicky Mobile Switching Center, MSC implementující kromě výše uvedených protokolů i protokol MAP
- Komponenty Inteligentní sítě jako jsou Service Control Point (SCP) a Service Switching Point (SSPs)